# Sylvain Gaudreault
Sylvain Gaudreault (Chicoutimi, Quebec, 8 de juliol de 1970) és un polític i professor quebequès que és membre de l'Assemblea Nacional del Quebec a la ciutat de Ville de Saguenay del districte Jonquière, tot representant el Parti Québécois. Escollit líder del partit el 6 de maig del 2016 substituint el seu predecessor Pierre Karl Péladeau. Gaudreault va estudiar a la Universitat del Quebec a Chicoutimi on va aconseguir el graduat en història i el de dret a la Universitat Laval. Treballa dènçà el 2001 de professor a la CEGEP de Jonquière i al diari Le Quotidien. Quan es va formar govern el 2012, Gaudreault va entrar com a ministre d'afers municipals.